# Дневники вампира (телесериал)

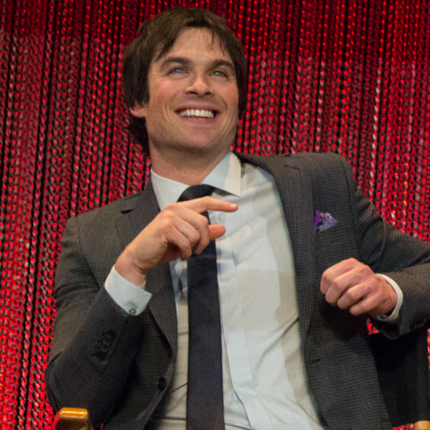
Йен Сомерхолдер

«Дневники́ вампи́ра» (англ. The Vampire Diaries) — американский сверхъестественный драматический телесериал, разработанный Кевином Уильямсоном и Джули Плек, снятый по мотивам одноимённой серии книг, написанной Лизой Джейн Смит. Телесериал выходил в эфир на телеканале The CW с 16 августа 2009 года по 10 марта 2017 года.
Действие сериала происходит в Мистик-Фоллс, вымышленном маленьком городке штата Вирджиния, в котором появляются сверхъестественные существа. Основное внимание в шоу уделяется любовному треугольнику между героями Еленой Гилберт (Нина Добрев) и братьями-вампирами Стефаном (Пол Уэсли) и Дэймоном Сальваторе (Иэн Сомерхолдер). По мере развития сюжета акцент шоу фокусируется на таинственном прошлом города с участием двойника Елены — Кэтрин Пирс, и семье Древних вампиров, каждый из которых имеет собственные планы.
Пилотный эпизод привлек наибольшую аудиторию с момента основания телеканала The CW в 2006 году. Шоу показывает прекрасные рейтинги для сравнительно небольшой новой телесети. Первый сезон привлек в среднем 3,6 миллиона зрителей. Первоначально сериал получил средние отзывы, но критики согласились, что позже в первом сезоне шоу стало лучше. Второй сезон стартовал в целом с благоприятными отзывами. Шоу получило множество номинаций на премии, выиграв приз зрительских симпатий «Выбор народа» и множество премий «Teen Choice Awards».

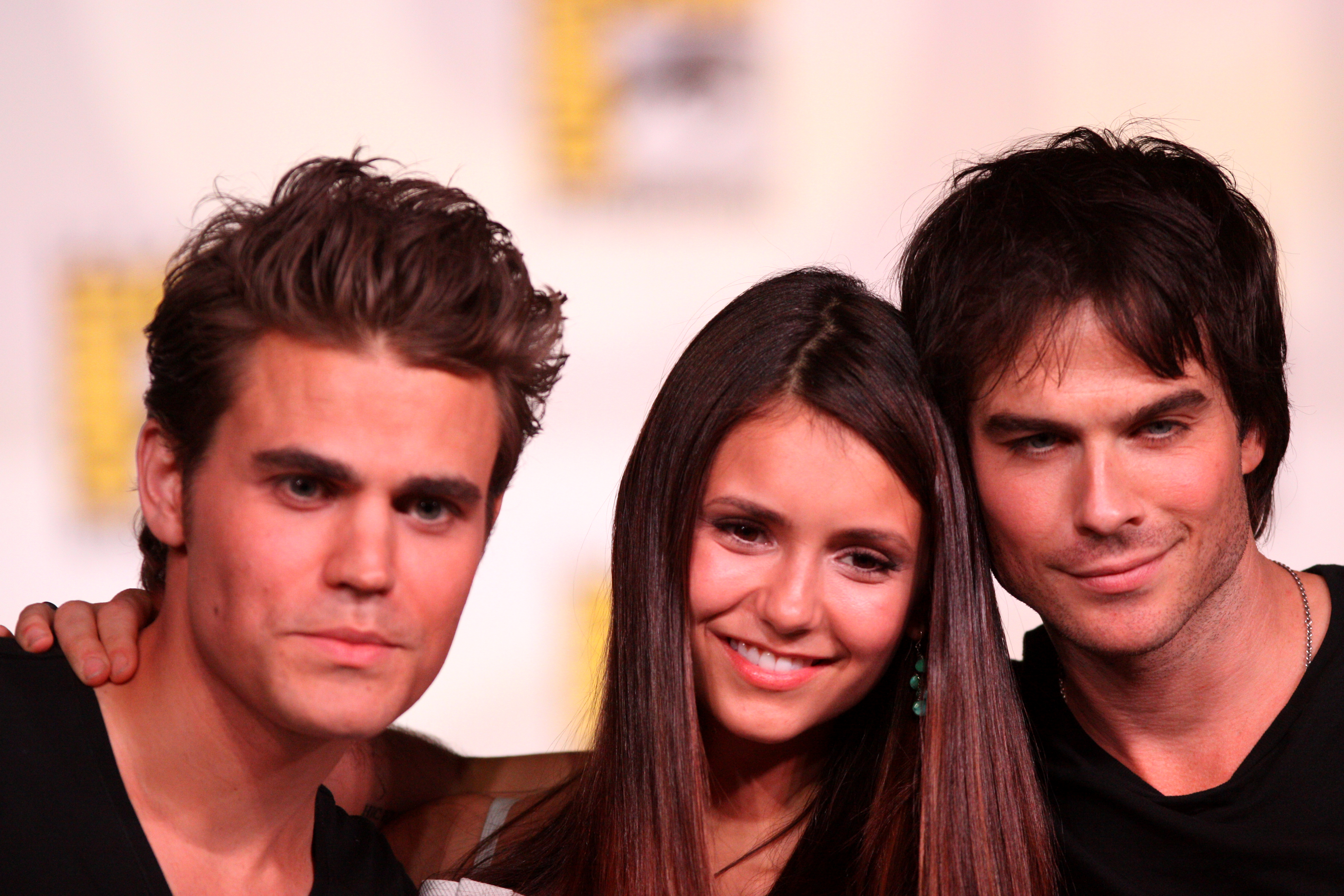
Главный актерский состав

В апреле 2013 года было объявлено, что будет спин-офф сериала под названием «Древние», а в мае 2018 года был дан зелёный свет следующему спин-оффу — «Наследие».

## Сюжет

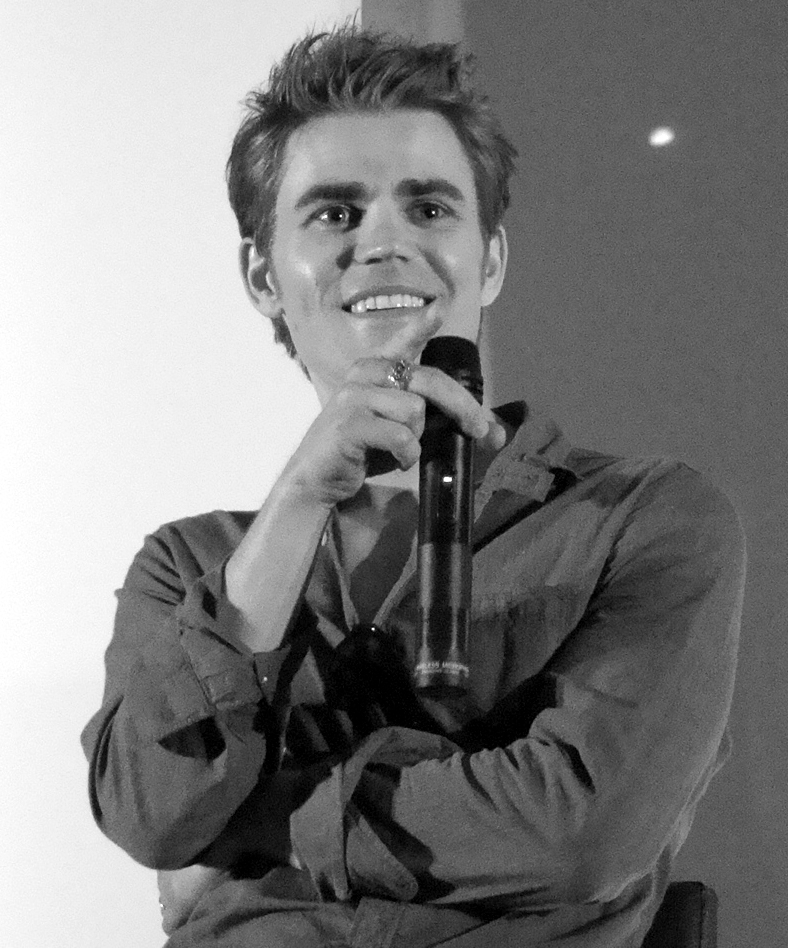
Пол Уэсли 2011

Действие происходит в Мистик-Фоллс, вымышленном маленьком городке штата Вирджиния, в котором начинают появляться сверхъестественные существа. Сериал рассказывает о жизни Елены Гилберт (Нина Добрев), молодой девушки, которая влюбляется в вампира по имени Стефан Сальваторе (Пол Уэсли). Их отношения становятся все более сложными, когда старший брат Стефана Деймон (Иэн Сомерхолдер) возвращается, чтобы посеять хаос в городе и отомстить своему младшему брату. Елена привлекает внимание обоих братьев в основном из-за её сходства с их прошлой любовью Кэтрин Пирс. Оказывается, что Елена является двойником Кэтрин, которая в конечном итоге возвращается с серьёзными планами по отношению к трио.

## Эпизоды
| Сезон | Сезон | Эпизоды | Оригинальная дата выхода | Оригинальная дата выхода |
| Сезон | Сезон | Эпизоды | Премьера сезона          | Финал сезона             |
| ----- | ----- | ------- | ------------------------ | ------------------------ |
|       | 1     | 22      | 10 сентября 2009         | 13 мая 2010              |
|       | 2     | 22      | 9 сентября 2010          | 12 мая 2011              |
|       | 3     | 22      | 15 сентября 2011         | 10 мая 2012              |
|       | 4     | 23      | 11 октября 2012          | 16 мая 2013              |
|       | 5     | 22      | 3 октября 2013           | 15 мая 2014              |
|       | 6     | 22      | 2 октября 2014           | 14 мая 2015              |
|       | 7     | 22      | 8 октября 2015           | 13 мая 2016              |
|       | 8     | 16      | 21 октября 2016          | 10 марта 2017            |

## Актёрский состав
| Актёр              | Персонаж          | Появление в сезонах | Появление в сезонах | Появление в сезонах | Появление в сезонах | Появление в сезонах | Появление в сезонах | Появление в сезонах | Появление в сезонах | Появление в сезонах |
| Актёр              | Персонаж          | 1                   | 2                   | 3                   | 4                   | 5                   | 6                   | 7                   | 8                   | Эпизоды             |
| ------------------ | ----------------- | ------------------- | ------------------- | ------------------- | ------------------- | ------------------- | ------------------- | ------------------- | ------------------- | ------------------- |
| Нина Добрев        | Елена Гилберт     | 22                  | 22                  | 20                  | 23                  | 22                  | 22                  |                     | 1                   | 134                 |
| Нина Добрев        | Кэтрин Пирс       | 4                   | 18                  | 5                   | 8                   | 15                  |                     |                     | 1                   | 51                  |
| Пол Уэсли          | Стефан Сальваторе | 22                  | 22                  | 22                  | 23                  | 22                  | 22                  | 22                  | 16                  | 171                 |
| Йен Сомерхолдер    | Деймон Сальваторе | 22                  | 22                  | 22                  | 23                  | 22                  | 22                  | 22                  | 16                  | 171                 |
| Стивен Р. Маккуинн | Джереми Гилберт   | 21                  | 17                  | 14                  | 17                  | 18                  | 11                  |                     | 1                   | 99                  |
| Кэндис Аккола      | Кэролайн Форбс    | 17                  | 20                  | 19                  | 19                  | 19                  | 20                  | 20                  | 16                  | 150                 |
| Зак Рериг          | Мэтт Донован      | 17                  | 15                  | 15                  | 17                  | 18                  | 17                  | 16                  | 12                  | 127                 |
| Сара Каннинг       | Дженна Соммерс    | 16                  | 15                  | 1                   |                     | 1                   |                     |                     | 1                   | 34                  |
| Кэт Грэхэм         | Бонни Беннет      | 16                  | 17                  | 17                  | 18                  | 17                  | 18                  | 19                  | 14                  | 136                 |
| Мэттью Дэвис       | Аларик Зальцман   | 12                  | 17                  | 18                  | 3                   | 2                   | 17                  | 18                  | 12                  | 99                  |
| Майкл Тревино      | Тайлер Локвуд     | 11                  | 15                  | 15                  | 13                  | 14                  | 15                  | 5                   | 6                   | 94                  |
| Кайла Юэлл         | Вики Донован      | 7                   | 1                   | 4                   |                     | 2                   |                     |                     | 3                   | 17                  |
| Джозеф Морган      | Клаус Майклсон    |                     | 4                   | 18                  | 19                  | 2                   |                     | 1                   |                     | 44                  |
| Майкл Маларки      | Энзо Сент-Джон    |                     |                     |                     |                     | 12                  | 17                  | 17                  | 13                  | 59                  |
| Всего эпизодов     | Всего эпизодов    | 22                  | 22                  | 22                  | 23                  | 22                  | 22                  | 22                  | 16                  | 171                 |

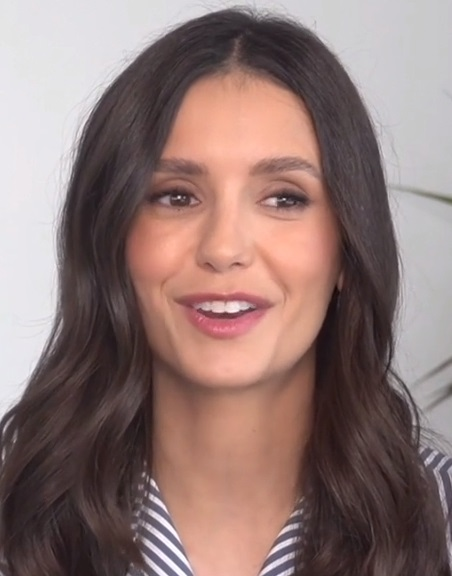
Нина Добрев 2022 год

Хотя шоу создано по одноимённой серии книг, многие персонажи изменились, но основные сюжетные линии из оригинальной книги сохраняются. Начиная с первого сезона, десять персонажей получили статус звезд, причём двое из них выбыли из шоу, а один прибавился.
Нина Добрев играет главных героинь — 17-летнюю Елену Гилберт и 540-летнюю вампиршу Кэтрин Пирс (также известную как Катерина Петрова), а также возлюбленную Сайласа, 2000-летнюю Амару.
Пол Уэсли исполняет роль Стефана Сальваторе, доброго и чувствительного 162-летнего вампира, полную противоположность своего старшего брата Деймона. Стефан в прошлом был потрошителем-мясником, который наслаждался кровью и не мог себя контролировать .
Иэн Сомерхолдер исполняет роль Деймона Сальваторе, порочного старшего брата Стефана, 170-летнего вампира, обращенного Кэтрин Пирс в 1864 году. В начале сериала он представлен антагонистом, однако, по мере развития событий проявляет человечность и заботу.
Другие актёры включают Стивена Р. Маккуина, который играет Джереми Гилберта, младшего брата Елены. Как позже выяснилось, её биологическим отцом является брат приёмного отца, а Джереми оказывается её двоюродным братом.
Дженна, тетя Джереми, которую играет Сара Каннинг, является их опекуном, но её убивают в конце второго сезона после того, как обращают в вампира.
Катерина Грэм играет Бонни Беннет, лучшую подругу Елены, которая является ведьмой.
Кэндис Аккола играет роль Кэролайн Форбс, подругу Елены, а иногда и её соперницу, которая становится вампиром во втором сезоне.
Зак Рериг выступает в роли Мэтта Донована, друга детства Елены и экс-бойфренда, который впоследствии начинает встречаться с Кэролайн.
Майкл Тревино играет Тайлера Локвуда, оборотня, соперника Джереми, лучшего друга Мэтта и сына мэра Мистик Фоллс. У всех мужчин, членов его семьи, есть ген оборотня, который проявляется, если он убьет человека.
Кайла Юэлл сыграла Вики Донован, проблемную старшую сестру Мэтта и подругу Тайлера и Джереми. Она погибла в седьмом эпизоде первого сезона, после того, как Дэймон обратил её в вампира, а Стефан убил её.
Мэттью Дэвис присоединился к актёрскому составу как Аларик Зальцман, учитель истории и охотник на вампиров, который позже начал встречаться с Дженной.
Джозеф Морган был приглашённой звездой во втором сезоне, после чего в третьем сезоне присоединился к главному актерскому составу. Он играет Древнего гибрида (наполовину вампир-оборотень) Клауса, которому более 1000 лет, одного из главных антагонистов второго сезона и главного антагониста третьего сезона. Он является одним из самых сильных и коварных персонажей .

## Производство
Первоначально Кевин Уильямсон был мало заинтересован в разработке сериала, находя сюжет слишком похожим на другие сказки о вампирах. Тем не менее по настоянию Джули Плек он начал читать романы, которые его заинтриговали: «Я начал понимать, что это история о маленьком городке, о самом сокровенном этого городка, о том, что скрывается под поверхностью.» Уильямсон заявил, что в центре внимания шоу будет история города, а не средняя школа.
6 февраля 2009 года стало известно, что The CW дал зелёный свет пилотной серии «Дневников вампира» с Уильямсоном и Джули Плек в качестве главных сценаристов и исполнительных продюсеров. 19 мая 2009 года сериал был официально заказан на сезон.
Пилотный эпизод был снят в Ванкувере, Британская Колумбия, а остальные эпизоды были сняты в городе Ковингтон, штат Джорджия, который является дубликатом вымышленного городка Мистик Фоллс, штат Виргиния, и в ряде других общин по всей Атланте, воспользовавшись местными налоговыми льготами.
Утром 10 мая 2012 года пожар вспыхнул в здании на Кларк-стрит в городе Ковингтон, которое было использовано в качестве бара «Мистик Гриль» на шоу.
Сериал получил полный сезон 21 октября 2009 года после сильных рейтингов первой половины сезона.
16 февраля 2010 года The CW объявил, что будет сниматься второй сезон, премьера которого состоялась 9 сентября 2010 года. 26 апреля 2011 The CW продлил сериал на третий сезон, премьера которого состоялась 15 сентября 2011 года. Президент The CW Марк Педовиц сказал в интервью на летней TCA, что «Дневники вампира» не получат дополнительный эпизод по требованию Кевина Уильямсона. «Кевин Уильямсон хочет сделать лучшее шоу, возможно поэтому он предпочел сделать 22 серии. Я предпочел бы иметь прекрасных 22 эпизода, а не хороших 24 эпизода, если Кевин не мог этого сделать», пояснил он.
3 мая 2012 года The CW продлил шоу на четвёртый сезон; премьера четвёртого сезона состоялась 11 октября 2012 года. 11 февраля 2013 года The CW продлил шоу на пятый сезон. 13 февраля 2014 года шоу было продлено на шестой сезон.
В марте 2015 года стало известно, что Нина Добрев покидает сериал после шестого сезона.
11 января 2015 года канал продлил сериал на седьмой сезон, показ которого начался 8 октября 2015 года. 11 марта 2016 года сериал был продлён на восьмой сезон; в июле того же года стало известно, что заказано 16 эпизодов и что сезон станет финальным.

## Восприятие

### Приём критиков
«Дневники вампира» первоначально получили смешанные отзывы. «Metacritic» дал шоу 50 баллов из 100 на основе 22 критических отзывов, включая смешанные отзывы. «Entertainment Weekly» дал пилотной серии оценку B+, заявив, что шоу «ознаменовывает долгожданное возвращение писателя и продюсера Кевина Уильямсона». Рецензент Кен Такер закончил свой обзор, написав, что «„Дневники“ обещает нам сезон острых на язык развлечений». Линда Штази из «New York Post» дала пилотному эпизоду высший балл, заявив, что её «зацепило после одного эпизода». Штази высоко оценила динамику эпизода и «порочные, кровавые действия вампиров», которые «начинаются в первой сцене и продолжаются в течение „Дневников вампира“ с такой яростью и скоростью, что это действительно страшно». С другой стороны Тим Гудман из «San Francisco Chronicle» дал эпизоду весьма критический анализ, назвав серию «ужасной». Гудману не понравились диалоги и он надеется, что массовка из «Баффи, истребительницы вампиров» «вернется в большом количестве и съест актёрский состав „Дневников вампира“, а также оставшиеся сценарии».
Многие критики телевидения почувствовали улучшения в сериале с каждым эпизодом. Сара Хьюз из «The Independent» говорит, что «Дневники вампира» превращаются в «хорошо продуманный, интересно разработанный сериал», несмотря на плохой пилотный эпизод. «The New York Post» также высоко оценил образ Елены, находя её сильной женщиной, которая не позволила чувствам к своему парню контролировать её. Карла Петерсон из «The San Diego Union-Tribune» заявила, что перед «первоклассными сверхъестественными драмами, включающими в себя безумно великолепный актёрский состав и острый сюжет даже самым взрослым и рассудительным трудно устоять». Майк Хейл из «The New York Times» дал сериалу почётное упоминание в своём списке лучших телепрограмм 2009 года.
Второй сезон шоу получил всеобщее признание профессиональных критиков телевидения, когда получил 78 баллов из 100 на «Metacritic». По ходу развития сюжетных линий в третьем сезоне, критики хвалили игру главных героев и развитие женских персонажей, таких как Елена Гилберт, которую играет Нина Добрев, и Кэролайн Форбс, которую играет Кэндис Аккола. Иэн Сомерхолдер получил высокую оценку критиков за свою роль Деймона Сальваторе.

### Рейтинги в США
Премьера сериала состоялась 10 сентября 2009 года и дала The CW аудиторию в 4,91 миллионов зрителей. При добавлении DVR, рейтинги пилотного эпизода увеличились до официальных 5,7 миллионов зрителей. Ниже приведена таблица сезонных рейтингов, основанная на средней общей оценке зрителей за эпизод «Дневников вампира» на The CW. «Ранк» показывает рейтинг «Дневников вампира» по сравнению с другими телесериалами, которые транслировались в прайм-тайм.
| Сезон   | Таймслот (ET/PT)                                          | Эпизоды | Премьера         | Премьера           | Финал         | Финал              | Ранк | Зрители (миллионы) |
| Сезон   | Таймслот (ET/PT)                                          | Эпизоды | Дата             | Зрители (миллионы) | Дата          | Зрители (миллионы) | Ранк | Зрители (миллионы) |
| ------- | --------------------------------------------------------- | ------- | ---------------- | ------------------ | ------------- | ------------------ | ---- | ------------------ |
| Сезон 1 | Четверг 20:00                                             | 22      | 10 сентября 2009 | 4,91               | 13 мая 2010   | 3,47               | 118  | 3,60               |
| Сезон 2 | Четверг 20:00                                             | 22      | 9 сентября 2010  | 3,36               | 12 мая 2011   | 2,86               | 193  | 3,17               |
| Сезон 3 | Четверг 20:00                                             | 22      | 15 сентября 2011 | 3,10               | 10 мая 2012   | 2,53               | 166  | 2,91               |
| Сезон 4 | Четверг 20:00                                             | 23      | 11 октября 2012  | 3,18               | 16 мая 2013   | 2,24               | 133  | 2,97               |
| Сезон 5 | Четверг 20:00                                             | 22      | 3 октября 2013   | 2,59               | 15 мая 2014   | 1,61               | 147  | 2,68               |
| Сезон 6 | Четверг 20:00                                             | 22      | 2 октября 2014   | 1,81               | 14 мая 2015   | 1,44               | 160  | 1,54               |
| Сезон 7 | Четверг 20:00 (эпизоды 1-9) Пятница 20:00 (эпизоды 10-22) | 22      | 8 октября 2015   | 1,38               | 13 мая 2016   | 1,04               | 160  | 1,49               |
| Сезон 8 | Пятница 20:00                                             | 16      | 21 октября 2016  | 0,98               | 10 марта 2017 | 1,15               | 140  | 1,71               |

### Номинации и награды
Шоу получило множество номинаций на премии, выиграв приз зрительских симпатий «Выбор народа» и 7 премий «Teen Choice Awards» в 2010 году, включая 3 премии «Прорыв года», премию за лучший фантастический сериал, 2 премии «Лучший актёр» и «Лучшая актриса», а также премию «Злодей».
| Год  | Премия                 | Категория                                         | Номинант(ы)     | Результат |
| ---- | ---------------------- | ------------------------------------------------- | --------------- | --------- |
| 2010 | Teen Choice Award 2010 | «Прорыв года: женская роль в сериале»             | Нина Добрев     | Победа    |
| 2010 | Teen Choice Award 2010 | «Прорыв года: мужская роль в сериале»             | Пол Уэсли       | Победа    |
| 2010 | Teen Choice Award 2010 | «Прорыв года: сериал»                             |                 | Победа    |
| 2010 | Teen Choice Award 2010 | «Лучший фантастический сериал»                    |                 | Победа    |
| 2010 | Teen Choice Award 2010 | «Лучший актёр фантастического сериала»            | Пол Уэсли       | Победа    |
| 2010 | Teen Choice Award 2010 | «Лучшая актриса фантастического сериала»          | Нина Добрев     | Победа    |
| 2010 | Teen Choice Award 2010 | «Злодей»                                          | Иэн Сомерхолдер | Победа    |
| 2010 | Teen Choice Award 2010 | «Женская роль второго плана»                      | Катерина Грэм   | Номинация |
| 2010 | Выбор народа 2010      | «Любимый новый драматический телесериал»          |                 | Победа    |
| 2010 | Выбор народа 2010      | «Любимый фантастический телесериал»               |                 | Номинация |
| 2010 | Премия «Сатурн»        | «Лучший телесериал, сделанный для телетрансляции» |                 | Номинация |
| 2011 | Teen Choice Award 2011 |                                                   |                 |           |
| 2011 | Teen Choice Award 2011 | «Лучший фантастический сериал»                    |                 | Победа    |
| 2011 | Teen Choice Award 2011 | «Женская роль второго плана»                      | Катерина Грэм   | Победа    |
| 2011 | Teen Choice Award 2011 | «Мужская роль второго плана»                      | Майкл Тревино   | Победа    |
| 2011 | Teen Choice Award 2011 | «Лучший актёр фантастического сериала»            | Пол Уэсли       | Номинация |
| 2011 | Teen Choice Award 2011 | «Лучший актёр фантастического сериала»            | Иэн Сомерхолдер | Победа    |
| 2011 | Teen Choice Award 2011 | «Лучшая актриса фантастического сериала»          | Нина Добрев     | Победа    |
| 2011 | Teen Choice Award 2011 | «Злодей»                                          | Джозеф Морган   | Номинация |
| 2011 | Teen Choice Award 2011 | «Горячая женщина»                                 | Нина Добрев     | Номинация |
| 2011 | Teen Choice Award 2011 | «Горячий мужчина»                                 | Иэн Сомерхолдер | Номинация |
| 2011 | Teen Choice Award 2011 | Вампир                                            | Иэн Сомерхолдер | Номинация |
| 2011 | Teen Choice Award 2011 | Вампир                                            | Пол Уэсли       | Номинация |
| 2011 | Teen Choice Award 2011 | Вампир                                            | Нина Добрев     | Номинация |
| 2011 | Выбор народа 2011      | «Любимый драматический телесериал»                |                 | Номинация |
| 2011 | Выбор народа 2011      | «Любимый фантастический телесериал»               |                 | Номинация |
| 2011 | Выбор народа 2011      | «Любимый драматический телеактёр»                 | Иэн Сомерхолдер | Номинация |
| 2012 | Выбор народа 2011      |                                                   |                 |           |
| 2012 | Выбор народа 2011      | «Лучший драматический сериал»                     |                 | Номинация |
| 2012 | Выбор народа 2011      | «Любимый драматический телеактёр»                 | Иэн Сомерхолдер | Номинация |
| 2012 | Выбор народа 2011      | «Любимый драматический телеактер»                 | Иэн Сомерхолдер | Победа    |
| 2012 | Выбор народа 2011      | «Любимый фантастический телесериал»               |                 | Номинация |

## Релиз на DVD
Первый сезон был выпущен на DVD в Регионах 1, 2 и 4 и на Blu-ray в регионах A и B. Обе американские версии включают комментарии актёров и членов съёмочной группы для некоторых эпизодов, удаленные сцены и видео с места съёмок, веб-эпизоды, а также скачиваемую аудиоверсию книги Лизы Джейн Смит «Дневники вампира: Пробуждение». DVD был выпущен в Регионе 2 23 августа 2010 года. Затем продажа дисков началась в Регионе 1 31 августа 2010 года, и в Регионе 3 1 сентября 2010 года. В регионе A Blu-ray диск был выпущен 31 августа 2010 года. В регионе B релизы произошли в разное время; в Великобритании 23 августа 2010 года, в Бразилии 26 августа 2010 года и в Австралии 1 сентября 2010 года. Второй сезон стал доступен на DVD и Blu-ray 30 августа 2011 года. В Регионе B релизы произошли в разное время; в Великобритании 22 августа 2011 года, в Бразилии 25 августа 2011 года. Третий сезон выйдет на DVD и Blu-ray в августе 2012 года в Регионах 1, 2, и A, а 5 сентября 2012 года в Регионах 4 и B.

## Спин-оффы
Дон Острофф, бывший президент телеканала The CW упомянула об идее создать спин-офф сериала в ближайшие несколько лет. Предполагалось запустить спин-офф осенью 2011 года, однако из-за приверженности Кевина Уильямсона к сериалу «Тайный круг», создание спин-оффа было отложено на неопределённый срок.
11 января было объявлено о съёмках пилота для сериала «Древние», который будет сфокусирован на семье Первородных. Серия входит в состав четвёртого сезона «Дневников вампира» и вышла 25 апреля 2013. Сериал завершился после 5 сезонов (92 эпизодов) в 2018 году.
В мае 2018 года также был дан зеленый свет новому спин-оффу под названием «Наследие», который рассказывает историю учеников «Школы Сальваторе для юных и одарённых». Премьера первого сезона состоялась 25 октября 2018 года. 2 мая 2022 года канал The CW закрыл телесериал после четырех сезонов.